# Aeroportul North Bimini
Aeroportul North Bimini (IATA: NSB) este un aeroport din Bahamas. A fost numit după North Bimini⁠(d).
Situat la o altitudine de 3 m, aeroportul dispune de o singură pistă.